# Archivi generali dello Stato (Grecia)
Gli Archivi generali dello Stato (in greco: Γενικά Αρχεία του Κράτους) sono gli archivi nazionali della Grecia. Furono istituiti nel 1914 dal governo di Eleutherios Venizelos.
È un organismo pubblico greco che funziona in conformità con le disposizioni della legge 1946/91 ed è un servizio pubblico che dipende direttamente dal Ministro dell'Educazione, Ricerca e Culti. La sede centrale è ospitata in un edificio di nuova costruzione su via Dafnis a Psichiko, mentre le sedi regionali sono attive in ogni capoluogo di prefettura e in altre città che non sono capoluogo.
Al vertice degli Archivi generali dello Stato vi è un direttore, coadiuvato da un consiglio (eforato) di nove membri. Il direttore partecipa al consiglio come relatore, senza diritto di voto. Il consiglio dà la sua opinione e prende decisioni sugli orientamenti scientifici generali e determina la politica generale del servizio. Esprime pareri anche sull'istituzione di nuove sedi, sul lavoro scientifico del personale e fornisce consulenza al Ministro competente.